# Лекарь поневоле
«Ле́карь понево́ле» — комедийная пьеса Мольера, написанная в 1666 году.

## История создания
Была написана Ж.Б.Мольером в 1666 году.

## Сюжет
Главный герой — некто Сганарель. Со Сганарелем произошёл курьёз, а именно: Сганареля принимают за известного врача, который, как говорят слухи, «творит чудеса».
Сганарель успешно справляется со своим новым амплуа, а кроме того он делает и добрые дела — помогает влюблённой паре воссоединиться. Не забывает новый врач и о хлебе насущном — простодушные пациенты щедро ему платят, и теперь его кошелёк не то чтобы звенит, а дополна набит золотыми монетами.

## Персонажи
- Сганарель, муж Мартины
- Мартина, жена Сганареля
- Робер, сосед Сганареля
- Валер, слуга Жеронта
- Лука, муж Жаклины
- Жеронт, отец Люсинды.
- Жаклина, кормилица у Жеронта, жена Луки
- Люсинда, дочь Жеронта
- Леандр, возлюбленный Люсинды
- Тибо, отец Перрена
- Перрен, сын Тибо

## Театральные постановки

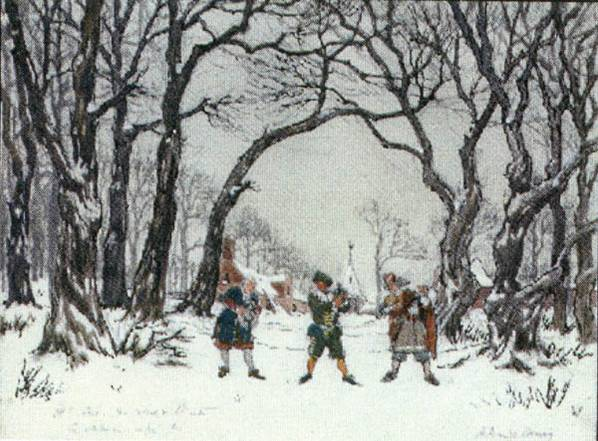
А. Бенуа. Эскиз декораций

### Первая постановка
Вероятно, первая постановка в России состоялась при дворе царя Алексея Михайловича. Пьесу переводила старшая сестра Петра царевна Софья Алексеевна.

### Известные постановки
- 1909 — дебют мусульманской театральной труппы в гор. Тифлисе (центре Кавказского наместничества Российской империи), постановка Мирза-Хана Кулиева (Кули-заде), он же исполнитель роли Сганареля. [перевод пьесы на тюрко-татарский и адаптация к мусульманской среде произведен им же]
- 1980 — Театр на Юго-Западе, постановка Валерия Беляковича, Сганарель — Виктор Авилов
- 1984 — Омский Академический театр драмы, постановка Геннадия Тростянецкого, Сганарель — Валерий Алексеев
- 1996 — «Et Cetera», постановка Александра Калягина, Сганарель — Владимир Симонов
- 1995 — Театр «Квартет И», постановка в рамках спектакля «Ля комедия», Сганарель — Леонид Барац
- 1999 — Народный театр «Глагол», постановка Константина Гершова, Сганарель — Семён Голод[1]
- 2016 — Театр «Сатирикон», постановка Константина Райкина, Сганарель — Константин Новичков, Илья Рогов[источник не указан 1498 дней]
- 2017 —  Театр юного зрителя, г. Минск, «Не па сваёй ахвоце лекар» (спектакль на белорусском языке, перевод Г. Бородулина), постановка Владимира Савицкого, художник-постановщик Валентина Правдина, балетмейстер Дина Юрченко, музыкальное оформление: Павел Захаренко. Сганарель — Александр Полозков, с 2019 г. Александр Гладкий.[источник не указан 1498 дней]
- 2021 — Талдыкорганский казахский драматический театр им. Бикен Римовой
- 2022 — Челябинский государственный драматический Камерный театр[2]

## Экранизации
- 1910 — «Лекарь поневоле» Франция
- 1913 — «Лекарь поневоле» Франция
- 1938 — «Лекарь поневоле» Великобритания
- 1992 — «Лекарь поневоле» Франция
- 2002 — «Лекарь поневоле» телеспектакль, Россия